# راضیه بیگم
راضیه بیگم، (زاده ۱۷۰۰ اصفهان _ درگذشته ۱۷۷۶ کربلا) یک شاهدخت صفوی، دختر شاه سلطان حسین، خواهر شاه تهماسب دوم و همچنین ملکه همسر نادرشاه افشار بود.

## زندگی‌نامه
راضیه بیگم در حدود سال ۱۷۰۰ در دارالسطنه اصفهان متولد شد. او همانند سایر شاهزاده‌خانم‌های سلسله صفوی نزد بهترین عالمان اموزش دید و بعداً وارد یک ازدواج سیاسی با داوود میرزا ولیعهد گرجستان شد. همسر وی در سال ۱۷۲۹ در نبرد با عثمانی در ایروان کشته شد. به همین دلیل وی گرجستان را ترک کرد و به برادرش شاه تهماسب دوم پیوست. بعد از فتح اصفهان توسط نادر قلی خان افشار، راضیه بیگم به عقد او درآمد. راضیه بیگم به هنگام عقد از داوود میرزا پسری دوازده ساله داشته است.
با عزل تهماسب دوم و عباس سوم، نادرقلی خان تحت نام نادرشاه در شورای کبیر مغان تاج‌گذاری کرد و راضیه بیگم به عنوان نمادی از سلسله پیشین به ملکه ایران تبدیل شد. وی پایه‌ای از مشروعیت همسرش بود. بعداً در جریان لشکرکشی به هند و کشتار خاندان صفوی توسط رضاقلی میرزا باعث ایجاد دشمنی میان راضیه بیگم و وی شد. احتمالاً راضیه بیگم در بدبین کردن همسرش نسبت به شاهزاده ولیعهد نقش اساسی داشته است. 
با مرگ نادرشاه راضیه بیگم به عتبات عالیات مهاجرت کرد. سرانجام در سال۱۷۷۶ در کربلا از دنیا رفت و در حرم امام حسین دفن گردید. وی در طول زندگانی خود ازمهم‌ترین شاهزاده‌خانم‌های دودمان صفویان به‌شمار می‌رفت. راضیه بیگم هم‌چنین در کربلا و حرم امام حسین وقف‌های بسیار زیادی انجام داد.